# 9502 Gaimar
9502 Gaimar è un asteroide della fascia principale. Scoperto nel 1973, presenta un'orbita caratterizzata da un semiasse maggiore pari a 2,3356692 UA e da un'eccentricità di 0,1991155, inclinata di 4,76150° rispetto all'eclittica.